# Tribanj
Tribanj je naselje na Hrvaškem, ki upravno spada pod občino Starigrad Zadrske županije.
Tribanj (staro ime Tribanj Krušćica) je skupno ime za tri zaselke na obali Velebitskega kanala: Sveta Mandalena, Tribanj Krušćica in Šibuljina, ki ležijo ob državni cesti D8 (E65) Reka-Split (imenovani tudi Jadranska magistrala). Okoli 27 km jugovzhodno od Karlobaga leži Sveta Mandalena (N 44º21´49´´, E 15º17´24´´). V zaselku stoji gotska cerkev sv. Magdalene. Okoli 3 km proti jugovzhodu leži Tribanj (N 44º21´05´´, E15º18´29´´). V zaselku stojita župnijska cerkev sv. Ante Padovanski in pravoslavna cerkev sv. Mihael postavljena leta 1865. Še okoli 2,5 km proti jugovzhodu pa leži Šibulina (N 44º20´11´´, E15º20´43´´), ki je od Starigrada oddaljena okoli 9 km. V zaselku stoji cerkev sv. Trojice. Tribanj je geografska meja med Hrvaškim primorjem in Dalmacijo.

## Demografija
| Pregled števila prebivalcev po letih | Pregled števila prebivalcev po letih | Pregled števila prebivalcev po letih | Pregled števila prebivalcev po letih | Pregled števila prebivalcev po letih | Pregled števila prebivalcev po letih | Pregled števila prebivalcev po letih | Pregled števila prebivalcev po letih | Pregled števila prebivalcev po letih | Pregled števila prebivalcev po letih | Pregled števila prebivalcev po letih | Pregled števila prebivalcev po letih | Pregled števila prebivalcev po letih | Pregled števila prebivalcev po letih | Pregled števila prebivalcev po letih |
| ------------------------------------ | ------------------------------------ | ------------------------------------ | ------------------------------------ | ------------------------------------ | ------------------------------------ | ------------------------------------ | ------------------------------------ | ------------------------------------ | ------------------------------------ | ------------------------------------ | ------------------------------------ | ------------------------------------ | ------------------------------------ | ------------------------------------ |
| 1857                                 | 1869                                 | 1880                                 | 1890                                 | 1900                                 | 1910                                 | 1921                                 | 1931                                 | 1948                                 | 1953                                 | 1961                                 | 1971                                 | 1981                                 | 1991                                 | 2001                                 |
| 621                                  | 746                                  | 852                                  | 1002                                 | 1160                                 | 1257                                 | 1400                                 | 1124                                 | 755                                  | 707                                  | 683                                  | 627                                  | 513                                  | 481                                  | 338                                  |